# アビラ県
アビラ県（アビラけん、スペイン語: Provincia de Ávila）は、スペインの県。カスティーリャ・イ・レオン州に属している。同州バリャドリッド県、セゴビア県、サラマンカ県、マドリード州、カスティーリャ＝ラ・マンチャ州トレド県、エストレマドゥーラ州カセレス県に接している。県都はアビラ。

## 地理

### 人口
| アビラ県の人口推移 1900－2010                           |
|                                                         |
| 出典:INE（スペイン国立統計局）1900年 - 1991年、1996年 - |

## 歴史

### 先史時代と古代

#### ローマ以前

イベリア半島西部のベトン族支配地域

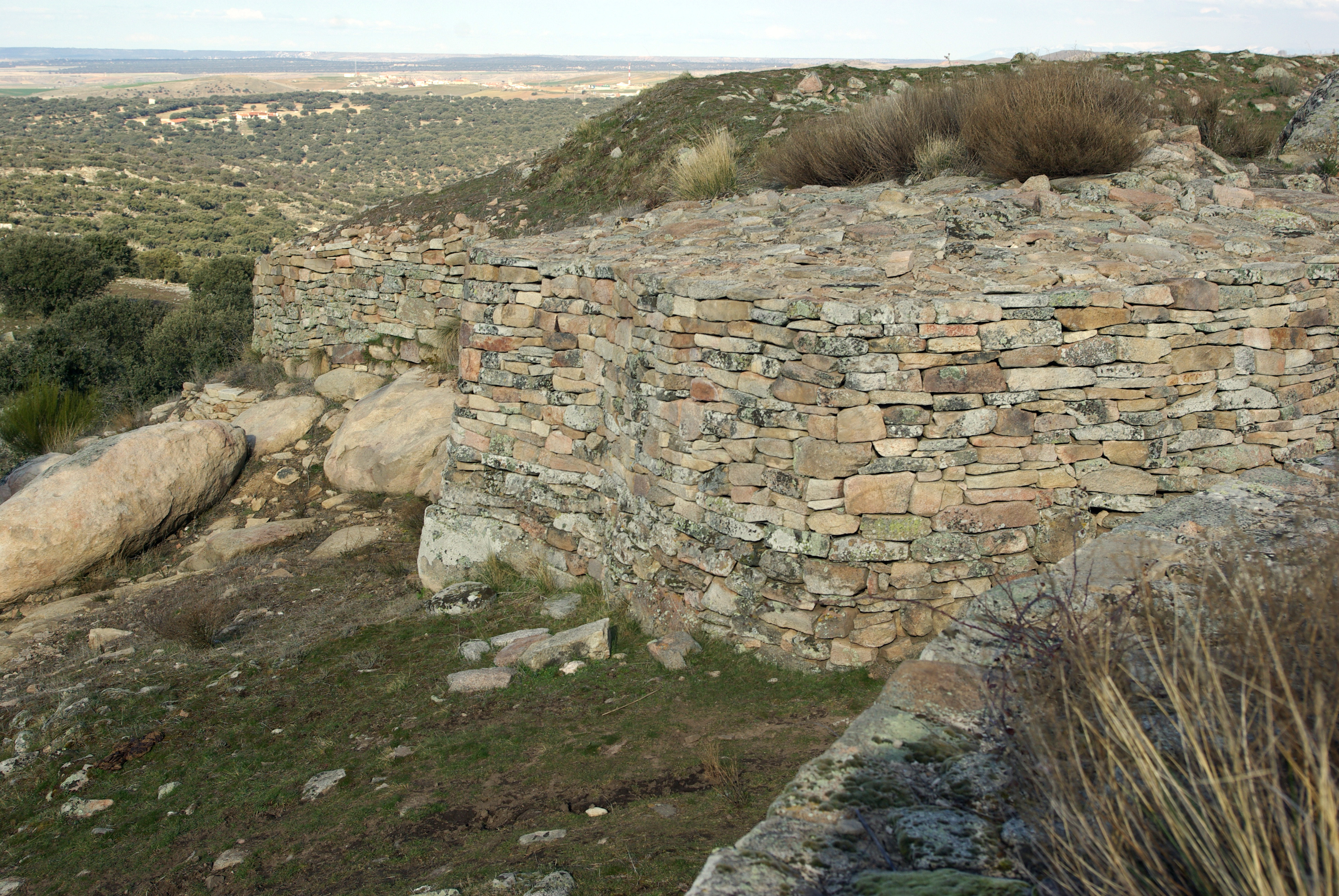
カストロ・デ・ラス・コゴータス

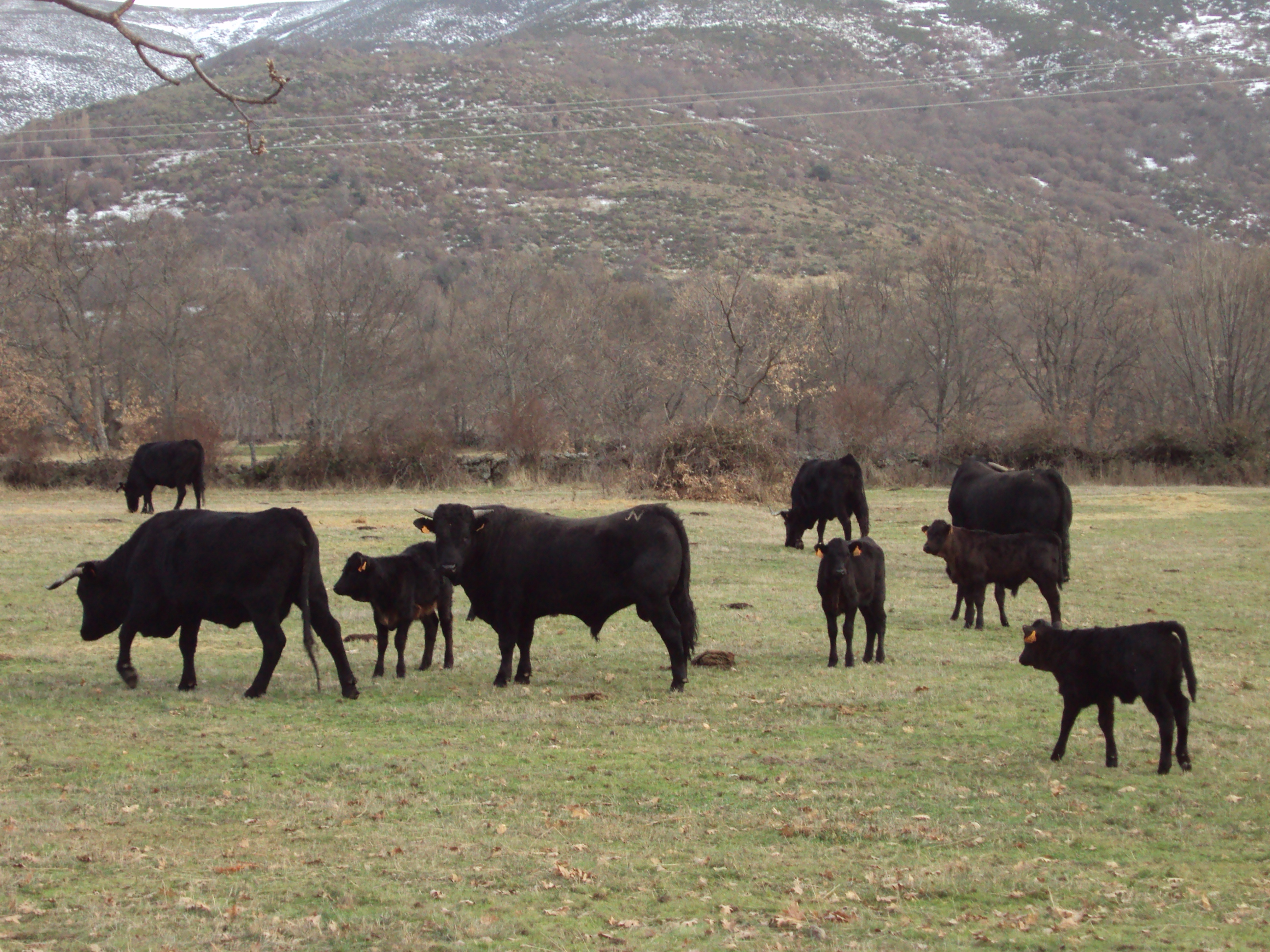
ベトン族にとって経済的に重要だった牧畜

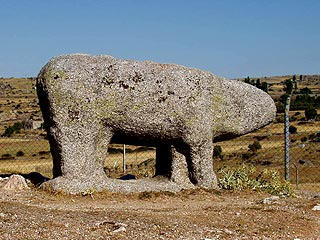
ミノゴリーアで発見された石像彫刻ベラコ

この地にローマ人が到達する前にすでにベトン族が居住していた。彼らの居住領域の北東境界はアビラの北数キロに位置するカルデニョーサにあったことが確認されている。Vaccaei族も現在の県域の一部、ラ・モラーニャ地域に居住していた痕跡が見つかっている。
この地に居住していた人口の大部分は現在の県域のほぼ中央部分に集中していた。この先ローマ時代の居住者であるベトン人はこの時期に領域の高台にいくつかの防備を固めた大規模な集落（エル・ラソ（El Raso）、ラス・コゴータス（Las Cogotas）、カストロ・デ・ラ・メサ・デ・ミランダ（Castro de la Mesa de Miranda、カストロ・デ・ラ・エラ・デ・ロス・モーロス（Castro de la Era de los Moros）、ウラカ（Ulaca）など）を形成していた。これらのうちで規模が最大で最も重要なのはカストロ・デ・ウラカで、推定人口およそ5,900人と考えられている。発見された墳墓の埋葬品の調査からベトンの社会には軍人エリート階級に支配されていたピラミッド状の階級社会で、最下層には奴隷階級が存在したらしいことが確認できる。ベトン族の経済基盤は牧畜で、最も主要な家畜はウシで、他にはブタ、ヤギ、ヒツジなどが見られる。この地は耕作には恵まれた条件でないため、農耕はあまり重視されなかったようである。狩猟については盛んにおこなわれ、その一方でドングリのほか、クリ、クルミなどの採集についてはベトン人の食生活において非常に重要であったことがうかがえる。
ベトン族は雄ウシや豚の形のおびただしい数の石像彫刻（verraco）をこの地域に残している。この古代の石像はイベリア半島の他の先住民の居住地域でも見られるが、ベトン族地域で最も多く見られる。アビラ県の領域で石像彫刻の43%が発見されている。この石像が何のためのものであったかについては、今日でも議論があり；葬祭儀式のためであるとか、放牧のための通路の目印であるとか、土地の境界を示すものであるとか、または牧畜の守護神であるとかさまざまな説が唱えられているが、何か豊かさに関係する呪術的な役割を帯びた像であろうと考えられている。

### ローマ時代

ヒスパニアの征服

紀元前192~193年、vaccei人とケルティベリア人と同盟関係を結んだベトン人はトレドにおいてプラエトルマルクス・フルウィウス・ノビリオル（Marcus Fulvius Nobilior）率いるローマ軍団に敗北し、トレドは占領された。このことによりおそらくベトン人は今日の県域に居住していた諸部族のうち最も東方に居住する部族となったと考えられる。ただこの出来事とルシタニア戦争（紀元前155年）の開始についてベトン族に関する有意な言及について確認できる記録は残されてはいない。ルシタニア戦争の間、ベトン族はプニクス（Púnico）に率いられたルシタニア軍本体に合流していた。研究者の多くはこの戦争が終わるまでベトン族による加勢は維持されたに違いないと主張している。この後セルトリウス戦争以降、記録はないもののベトン族地域は平和な時代が訪れたようである。

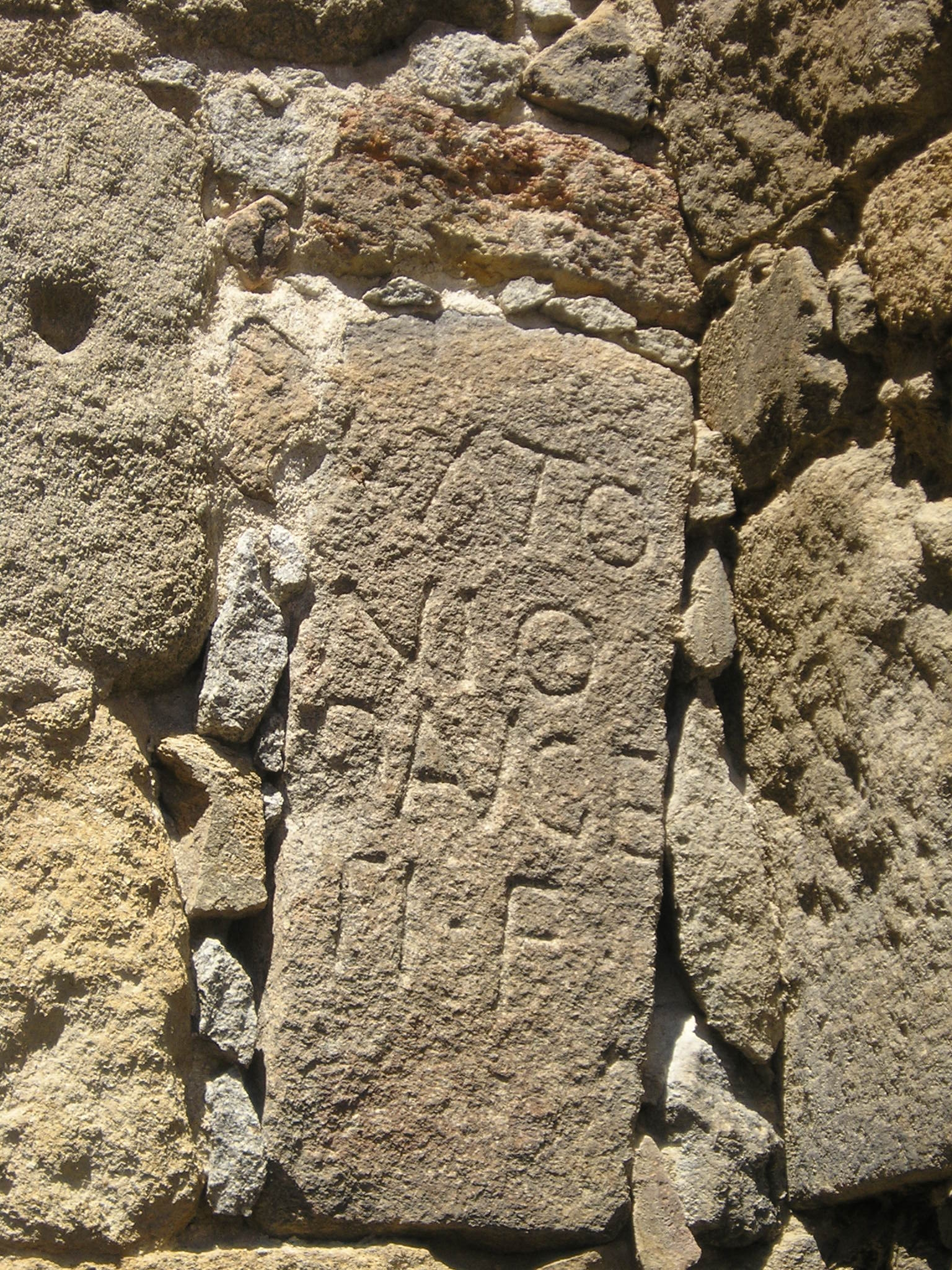
アビラの城壁にはめ込まれたローマ時代の墓標

アウグストゥスは2度のヒスパニアの属州の境界の再編を行った（紀元前27年および紀元前7-2年）が、現在のアビラ県周辺については変化はなかった。ベトン族の領域に関する矛盾した情報は、多くの研究者がベトン族の領域がヒスパニア・キテリオルとルシタニアという2つの属州に分かれていたことによって混同したことに起因する。そして現在のアビラ県の領域はその北部と東部の一部を除き、大部分が属州ルシタニアの領域内にあった。
紀元前1世紀にはこの領域のローマ化により、集落の形態の変化が起こった。防御について考慮する必要がなくなったため、防御に適した場所から街道網に近い平坦な地形において定住地の拡大が見られるようになり、当時まだ多く見られたカストロ、特に街道から離れたものの多くが放棄された。そしてアビラはこのローマ時代のこの地域の、多くの人が暮らす都市としては唯一のものとなった。
自治体サン・ペドロ・デル・アロージョの領域内北東部に、エル・ベルヘルと呼ばれる後期ローマ時代のものとして重要なネクロポリスが見つかっており、3世紀から4世紀にかけてのものであると考えられている。

## 行政区画
県人口の約31％が県都アビラで暮らしており、その他のムニシピオ（基礎自治体）は人口1万人以下である。

### 主な自治体
| #  | 自治体                         | 人口 (2018年) |    | #                                        | 自治体 | 人口 (2018年) |
| -- | ------------------------------ | ------------- | -- | ---------------------------------------- | ------ | ------------- |
| 1  | アビラ                         | 57,657        | 11 | エル・ホヨ・デ・ピナーレス               | 2,164  |               |
| 2  | アレバロ                       | 8,069         | 12 | ピエドララベス                           | 2,057  |               |
| 3  | アレナス・デ・サン・ペドロ     | 6,454         | 13 | エル・バラーコ                           | 1,889  |               |
| 4  | ラス・ナバス・デル・マルケス   | 5,139         | 14 | ナバルエンガ                             | 1,878  |               |
| 5  | カンデレダ                     | 4,998         | 15 | ピエドライータ                           | 1,811  |               |
| 6  | ソティーリョ・デ・ラ・アドラダ | 4,542         | 16 | マドリガル・デ・ラス・アトラス・トーレス | 1,440  |               |
| 7  | エル・ティエンブロ             | 4,097         | 17 | カサビエハ                               | 1,429  |               |
| 8  | セブレオス                     | 3,056         | 18 | ブルゴオンド                             | 1,196  |               |
| 9  | ラ・アドラーダ                 | 2,517         | 19 | モンベルトラン                           | 1,006  |               |
| 10 | エル・バルコ・デ・アビラ       | 2,368         | 20 | エル・アレナル                           | 972    |               |

### 司法管轄区
県内は6司法管轄区に分けられる。太字は中心自治体。
1. アレバロ司法管轄区[29] - アダネーロ、アルデアセカ、アレバロ、バロマン、ベルシアル・デ・サパルディエル、ベルヌイ＝サパルディエル、ブラスコヌーニョ・デ・マタカブラス、エル・ボードン、カベサス・デ・アランブレ、カベサス・デ・ポソ、カビスエーラ、カナーレス、カンティベーロス、カステジャーノス・デ・サパルディエル、シスラ、コジャード・デ・コントレーラス、コンスタンサーナ、クレスポス、ドンヒメーノ、ドンビーダス、エスピノーサ・デ・ロス・カバジェーロス、フローレス・デ・アビラ、フォンティベーロス、フエンテ・エル・サウース、フエンテス・デ・アーニョ、ヒミアルコン、グティエーレ＝ムーニョス、オルカッホ・デ・ラス・トーレス、ランガ、マドリガル・デ・ラス・アルタス・トーレス、マンブラス、モラレッハ・デ・マタカブラス、ムニョメール・デル・ペコ、ムニョサンチョ、ナーロス・デ・サルドゥエーニャ、ナーロス・デル・カスティージョ、ナバ・デ・アレバロ、オルビータ、パハーレス・デ・アダーハ、パラシオス・デ・ゴーダ、パパトリーゴ、ペドロ＝ロドリゲス、ラスエーロス、リビージャ・デ・バラハス、サルバディオス、サン・エステバン・デ・サパルディエル、サン・パスクアル、サン・ビセンテ・デ・アレバロ、シンラバーホス、ティニョシージョス、ビジャヌエバ・デ・ゴメス、ビジャヌエバ・デル・アセラル、ビニェグラ・デ・モラーニャ
2. アレーナス・デ・サン・ペドロ司法管轄区[30] - ラ・アドラーダ、エル・アレナル、アレーナス・デ・サン・ペドロ、カンデレーダ、カサビエハ、カシージャス、クエバス・デル・バジェ、フレスネディージャ、ガビラーネス、ギサンド、イゲーラ・デ・ラス・ドゥエーニャス、エル・オルニージョ、ランサイータ、ミハーレス、モンベルトラン、ナバオンディージャ、ペドロ・ベルナルド、ピエドララベス、ポジャーレス・デル・オジョ、サン・エステバン・デル・バジェ、サンタ・クルス・デル・バジェ、サンタ・マリーア・デル・ティエタル、ソティージョ・デ・ラ・アドラーダ、ビジャレッホ・デル・バジェ
3. アビラ司法管轄区[31] - アルボルノス、アマビーダ、アベインテ、アビラ、エル・バラーコ、ラス・ベルラーナス、ベロカレッホ・デ・アラゴーナ、ブラスコミジャン、ブラスコサンチョ、ブラーボス、ブラーロス、ブルゴオンド、カベサス・デル・ビジャール、カルデニョーサ、カサソーラ、セブレーロス、チャマルティン、シジャン、ラ・コリージャ、エル・フレスノ、ガジェーゴス・デ・アルタミーロス、ガジェーゴス・デ・ソブリーノス、ヘムーニョ、ゴタレンドゥーラ、グランデス・イ・サン・マルティン、エルナンサンチョ、エラドン・デ・ピナーレス、エレーロス・デ・スソ、ラ・イハ・デ・ディオス、エル・オジョ・デ・ピナーレス、オジョカセーロ、ウルトゥンパスクアル、マエージョ、マンセーラ・デ・アリーバ、マンハバラゴ、マルリン、マルティエレーロ、メディアーナ・デ・ボルトージャ、メンガムーニョス、ミンゴリーア、ミロンシージョ、ミルエーニャ・デ・ロス・インファンソーネス、モンサルーペ、ムニャーナ、ムニーコ、ムニョガリンド、ムニョグランデ、ムニョペペ、ムニョテージョ、ナリージョス・デル・レボジャール、ナーロス・デル・プエルト、ナバラクルス、ナバルモラル、ナバローサ、ナバルペラル・デ・ピナーレス、ナバルエンガ、ナバケセーラ、ナバレドンディージャ、ナバレビスカ、ラス・ナバス・デル・マルケス、ナバタルゴルド、ニアーラ、オホス＝アルボス、エル・オソ、パディエルノス、エル・パラル、ペゲリーノス、ペニャルバ・デ・アビラ、ポベーダ、ポサンコ、プラドセガール、リオカバード、リオフリーオ、サロブラル、サン・バルトロメー・デ・ピナーレス、サン・エステバン・デ・ロス・パトス、サン・ガルシーア・デ・インヘルモス、サン・フアン・デ・ラ・エンシニージャ、サン・フアン・デ・ラ・ナバ、サン・フアン・デル・モリニージョ、サン・フアン・デル・オルモ、サン・ペドロ・デル・アロージョ、サンチドリアン、サンチョレーハ、サンタ・クルス・デ・ピナーレス、サンタ・マリーア・デル・アロージョ、サンタ・マリーア・デル・クビージョ、サント・ドミンゴ・デ・ラス・ポサーダス、サント・トメ・デ・サバルコス、ラ・セラーダ、セラニージョス、シヘーレス、ソラーナ・デ・リオアルマール、ソロサンチョ、ソタルボ、エル・ティエンブロ、トルバーニョス、トルナディーソス・デ・アビラ、ラ・トーレ、バディージョ・デ・ラ・シエラ、バルデカサ、ベガ・デ・サンタ・マリーア、ベラージョス、ビジャフロール、ビジャヌエバ・デ・アビラ、ビジャトーロ、ビータ
4. ピエドライータ司法管轄区[32] - アルデアヌエバ・デ・サンタ・クルス、ラ・アルデウエーラ、アレバリージョ、アベジャネーダ、エル・バルコ・デ・アビラ、ベセーダス、ベセディージャス、ボオージョ、ボニージャ・デ・ラ・シエラ、ラ・カレーラ、カサス・デル・プエルト・デ・ビジャトーロ、セペーダ・ラ・モーラ、コジャード・デル・ミロン、ディエゴ・デル・カルピオ、ガルガンタ・デル・ビジャール、ヒル・ガルシーア、ヒルブエナ、ラ・オルカハーダ、オジョレドンド、オジョス・デ・ミゲル・ムーニョス、オジョス・デル・コジャード、オジョス・デル・エスピーノ、フンシアーナ、ロス・ジャーノス・デ・トルメス、エル・ロサール・デル・バルコ、マルパルティーダ・デ・コルネッハ、マルティネス、メディニージャ、メセガール・デ・コルネッハ、エル・ミロン、ナリージョス・デル・アラモ、ナバ・デル・バルコ、ナバセペディージャ・デ・コルネッハ、ナバディッホス、ナバエスクリアル、ナバロンギージャ、ナバルペラル・デ・トルメス、ナバレドンダ・デ・グレードス、ナバテハーレス、ネイラ・デ・サン・ミゲル、パスクアルコボ、ピエドライータ、プエルト・カスティージャ、サン・バルトロメー・デ・ベハル、サン・バルトロメー・デ・コルネッハ、サン・フアン・デ・グレードス、サン・ロレンソ・デ・トルメス、サン・マルティン・デ・ラ・ベガ・デル・アルベルチェ、サン・マルティン・デル・ピンポジャール、サン・ミゲル・デ・コルネッハ、サン・ミゲル・デ・セレスエーラ、サンタ・マリーア・デ・ロス・カバジェーロス、サンタ・マリーア・デル・ベロカル、サンティアーゴ・デル・コジャード、サンティアーゴ・デル・トルメス、ソラーナ・デ・アビラ、トルメージャス、トルトレス、ウンブリーアス、ビジャフランカ・デ・ラ・シエラ、ビジャヌエバ・デル・カンピージョ、ビジャール・デ・コルネッハ、サパルディエル・デ・ラ・カニャーダ、サパルディエル・デ・ラ・リベーラ